# Svenska Bowlingförbundet
Svenska Bowlingförbundet, specialidrottsförbund för bowling. Bildat 1930 och invalt i Riksidrottsförbundet 1936. Förbundets kansli ligger i Bagarmossen i södra Stockholm. Svenska Bowlingförbundet använder Bits (Bowlingens IT system) där det går att se resultat över hela Sverige i det nationella seriespelet.